# Ireland Strategic Investment Fund
Der Ireland Strategic Investment Fund (ISIF), verwaltet und kontrolliert von der National Treasury Management Agency (NTMA), ist ein Staatsfonds von Irland. Er soll das Kapital des Staates investieren, um die Wirtschaftstätigkeit und die Beschäftigung in Irland zu fördern. Sein Vorgänger war der National Pensions Reserve Fund (NPRF).
Per Ende 2024 verwaltet der Fonds knapp 19 Milliarden USD an Vermögen.

## Geschichte
Der Fonds wurde 2014 als ein strategischer Investor mit starken Verbindungen im öffentlichen und privaten Sektor gegründet. 
Als der ISIF Ende 2014 aus den Resten des National Pensions Reserve Fund gegründet wurde, erhielt der staatliche Entwicklungsfonds die Aufgabe, für jede investierte Million Euro eine Million Euro an Koinvestitionen über das gesamte Portfolio hinweg zu mobilisieren. Heute fließen für jede vom Fonds selbst investierte Million Euro typischerweise rund 1,6 Millionen Euro an Koinvestitionen in Projekte. Seit seiner Gründung hat der ISIF 6,5 Milliarden Euro für 188 Investitionen bereitgestellt und so Koinvestitionszusagen in Höhe von rund 10,2 Milliarden Euro freigesetzt.
Der ISIF besteht aus dem diskretionären Portfolio und dem gelenkten Portfolio. 
Das gelenkte Portfolio wird vom ISIF unter der Leitung des Finanzministers gehalten.
Das diskretionäre Portfolio verfolgt das „Double Bottom Line“-Mandat, auf kommerzieller Basis zu investieren, um die Wirtschaftstätigkeit und die Beschäftigung in Irland zu fördern. Der ISIF setzt sein Kapital und seine Ressourcen vorrangig zur Bewältigung strategischer Herausforderungen ein. Der ISIF konzentriert sich auf transformative Investitionen in seinen Themen Klima, Wohnungsbau und unterstützende Investitionen, Skalierung indigener Unternehmen sowie Ernährung und Landwirtschaft. Darüber hinaus verfügt der ISIF über die Flexibilität, als Reaktion auf zukünftige Makroereignisse in nationale und weltweite Anlagen zu investieren.

## Mitgliedschaften
Er ist Mitglied im International Forum of Sovereign Wealth Funds (IFSWF) und hat sich damit verbunden auch den Santiago-Prinzipien für angemessenes Handeln und ordentlicher Geschäftstätigkeit verschrieben.